# 马克森提乌斯
马克森提乌斯（Marcus Aurelius Valerius Maxentius，約283年—312年10月28日）是罗马帝国西部皇帝，馬克西米安之子，306年至312年在位。他實際控制的只有義大利與北非地區，且不被君士坦丁大帝、伽列里烏斯承認。312年在米尔维安大桥战役被君士坦丁打敗，兵敗溺死。

## 生平
马克森提乌斯是前皇帝马克西米安的儿子。罗马皇帝戴克里先设立四帝共治制度，自己和马克西米安分别为东部和西部的奧古斯都，即皇帝，同时，又设立“凯撒”一职，作为副皇帝，293年，伽列里乌斯被提拔为戴克里先的凯撒，而君士坦提乌斯一世则被立为马克西米安的凯撒。305年，戴克里先和马克西米安同时退位，而君士坦提乌斯一世和伽列里乌斯同时升为“奥古斯都”。但是，戴克里先的退位，却很快引起了新的纷争。伽列里乌斯自认为是最高的皇帝，所以他选择自己的外甥马克西米努斯和塞维鲁二世充当东部和西部的“凯撒”，而完全不顾马克西米安和君士坦提乌斯一世在西部的势力，以及这两位都有了成年的儿子。

### 罗马皇帝
306年，君士坦提乌斯一世駕崩於不列颠，塞维鲁二世依例升任西部奧古斯都。但在约克，军队拥立他的儿子君士坦丁一世为西部凱撒。君士坦丁一世出兵控制了不列颠和高卢地区。在罗马城，人们则拥立马克西米安的儿子马克森提乌斯为帝。
塞维鲁二世进兵罗马，马克森提乌斯觉得自己势单力薄，于是推举自己父亲，已经退位的老皇帝马克西米安，重新称帝（西部奧古斯都）。依仗老皇帝马克西米安的威望，军队迅速投向了马克西米安和马克森提乌斯一边，塞维鲁二世逃到拉文纳。在得到不被杀的保证之后，被迫投降，
不久，伽列里乌斯本人亲自率军进入意大利。这一行动惹恼了马克西米安和马克森提乌斯，于是307年初，塞维鲁二世被处死。伽列里乌斯的军队亦被打退。
来自伽列里乌斯的威胁消失之后，马克森提乌斯却无法和自己的父亲马克西米安相处共同掌握权力。结果308年马克西米安黯然离开意大利，翌年前往女婿君士坦丁一世处。公元310年，马克西米安趁君士坦丁一世在北方同蛮族作战之際，伺机发起叛乱，结果失败自杀。马克西米安死后，君士坦丁一世与马克森提乌斯也决裂。当时，东部的皇帝伽列里乌斯也已经病逝，帝国东部也分裂为李锡尼和马克西米努斯两部。君士坦丁一世与李锡尼结盟，而马克森提乌斯则与马克西米努斯结盟。312年，君士坦丁一世率军进入意大利与马克森提乌斯展开决战，在米尔维安大桥战役中，马克森提乌斯大败，本人则在撤退中溺水而死。